# Rašovský hřbet
Rašovský hřbet je označení pro část Ještědského hřbetu v Libereckém kraji zhruba mezi samotou U Šámalů (735 m n. m.), v níž býval a dnes opět je výletní hostinec, a vrchem Javorníkem (685 m n. m.). Mezi další významnější výškové body na Rašovském hřebeni patří ves Rašovka (610 m n. m.), kde byla po dlouhých letech obnovena výletní restaurace V Trnčí s nově postavenou rozhlednou, a tzv. Rašovské sedlo (568 m n. m.), dále směrem k Javorníku se nachází také tzv. Javornická kaple (cca 625 m n. m.).
K dalším zajímavým místům hřebene se řadí několik skalních útvarů z křemenného keratofyru na stráni nad obcí Šimonovice: jsou to zejména Horecké skály v blízkosti nejhořejšího šimonovického stavení a asi půl kilometru západně vzdálená Liščí skála. V boční dolině hřebene, zvané V šancích, bylo ve stráni pod tzv. Pacltovou skálou r. 1988 vybudováno tělovýchovné středisko pro vrcholové sportovce s bazénem a lyžařským vlekem, které po revoluci přešlo do soukromých rukou. Na svazích mezi Rašovkou a Rašovským sedlem je možno objevit několik starých melafyrových lomů.
 
| Geomorfologické členění Ještědsko-kozákovského hřbetu                                | Geomorfologické členění Ještědsko-kozákovského hřbetu | Geomorfologické členění Ještědsko-kozákovského hřbetu                                                         |
| ------------------------------------------------------------------------------------ | ----------------------------------------------------- | --- |
| ČESKÁ VYSOČINA • Krkonošsko-jesenická subprovincie • Krkonošská oblast               |                                                       | |
| JEŠTĚDSKÝ HŘBET                                                                      | Kryštofovy hřbety                                     | Vápenný hřbet (Vápenný, 790 m)Rozsošský hřbet (Černá hora, 811 m)                                             |
| JEŠTĚDSKÝ HŘBET                                                                      | Hlubocký hřbet                                        | Pasecký hřbet (Ještěd, 1012 m)Rašovský hřbet (850 m)                                                          |
| JEŠTĚDSKÝ HŘBET                                                                      | Kopaninský hřbet                                      | Javornický hřbet (Javorník, 685 m)Prosečsko-frýdštejnské hřbety (Kamenný, 616 m)                              |
| KOZÁKOVSKÝ HŘBET                                                                     | Komárovský hřbet                                      | Koberovský hřbet (Hamštejnský vrch, 610 m)Žlábecký hřbet (Kozákov, 745 m)Holenická pahorkatina (Kámen, 440 m) |
| KOZÁKOVSKÝ HŘBET                                                                     | Táborský hřbet                                        | Rváčovský hřbet (Ředice, 649 m)Ploužnický hřbet (Tábor, 678 m)                                                |
| PROVINCIE • Subprovincie • Oblast / Celek / PODCELEK • Okrsek • Podokrsek • (vrchol) |                                                       | |